# Model Ramseya

Model wzrostu Ramseya (model Ramseya) – makroekonomiczny neoklasyczny model wzrostu, który bada zależność między konsumpcją a kapitałem. 
Celem modelu jest przedstawienie endogenicznej zależności między stopą oszczędności a produkcją i konsumpcją. Zadanie optymalizacyjne (oryginalnie postawione przed centralnym planistą) polega na maksymalizacji użyteczności podmiotów. Stan optymalny (steady state) znajduje się przy kombinacji pierwszych pochodnych stopy kapitału i konsumpcji równych zero.
Pierwotny model Ramseya nie zawiera działania rządu, postępu technicznego czy nakładających się pokoleń, stał się jednak podstawą dla bardziej złożonych modeli.
Mimo prostoty założeń zadanie optymalizacyjne wymaga wykorzystania narzędzi matematyki wyższej: rachunku wariacyjnego lub programowania dynamicznego.